# Anđelko Đuričić
Anđelko Đuričić (en serbio cirílico: Анђелко Ђуричић; Pančevo, RFS de Yugoslavia, 21 de noviembre de 1980) es un exfutbolista serbio que se desempeñaba como guardameta.

## Selección nacional
Fue internacional con la selección de fútbol de Serbia en 4 ocasiones.
Hizo su debut ante Nueva Zelanda el 29 de mayo de 2010. Debido a sus excelentes actuaciones en su club, União de Leiria, en la temporada 2009-10 fue convocado por el entonces entrenador de Serbia, Radomir Antić, para representar a su país en la Copa Mundial de 2010, como respaldo de sus compañeros porteros Vladimir Stojković y Bojan Isailović.

### Participaciones en Copas del Mundo
| Mundial                        | Sede      | Resultado      | Partidos | Goles |
| ------------------------------ | --------- | -------------- | -------- | ----- |
| Copa Mundial de Fútbol de 2010 | Sudáfrica | Fase de grupos | 0        | 0     |

## Clubes
| Club                    | País             | Año       |
| ----------------------- | ---------------- | --------- |
| FK Dinamo Pančevo       | RF de Yugoslavia | 2000-2002 |
| FK Hajduk Kula          | Serbia           | 2002-2009 |
| UD Leiria               | Portugal         | 2009-2011 |
| Al-Ittihad Al-Iskandary | Egipto           | 2011-2012 |
| FK Donji Srem           | Serbia           | 2012      |
| FK Borac Čačak          | Serbia           | 2013      |
| FK Jagodina             | Serbia           | 2013-2015 |
| Mosta FC                | Malta            | 2016      |